# Усташево
Усташево (пол. Ustaszewo, нім. Kornthal) — село в Польщі, у гміні Жнін Жнінського повіту Куявсько-Поморського воєводства.
Населення — 154 особи (2011).
У 1975-1998 роках село належало до Бидгощського воєводства.

## Демографія
Демографічна структура станом на 31 березня 2011 року:
|          | Загалом | Допрацездатний вік | Працездатний вік | Постпрацездатний вік |
| -------- | ------- | ------------------ | ---------------- | -------------------- |
| Чоловіки | 83      | 25                 | 47               | 11                   |
| Жінки    | 71      | 17                 | 40               | 14                   |
| Разом    | 154     | 42                 | 87               | 25                   |